# صد میدان
صد میدان کتابی به زبان فارسی در عرفان اسلامی، عرفان عملی و سیر و سلوک از خواجه عبدالله انصاری (ملقب به پیر هرات و شیخ الاسلام) است. وی این کتاب را در سال ۴۴۸ ه. ق. نوشت. برخی معتقدند خواجه عبدالله نخستین فردی است که مقامات عرفانی را در کتابی (صد میدان) به صورت منظم و طبقه‌بندی شده گردآوری کرده است. او برای هر یک از این مقامات تعریف مختصری و مراحلی شرح می‌دهد که تشکیل دهندهٔ هزار مرحله و مقامی است که سالک راه حقیقت باید طی کند تا به هدف خود برسد. تعدادی از عرفای پس از خواجه عبدالله نیز از همین سبک استفاده بهره گرفته و مقامات سلوکی را با تغییراتی طبقه‌بندی، دسته بندی و تقسیم بندی کرده و شرح می‌دهند. در این میان از قید برخی مقامات یاد شده توسط خواجه عبدالله خودداری کرده و برخی دیگر را شرح و بسط می‌دهند، مانند شیخ عطار نیشابوری در منطق الطیر. سالها بعد از تألیف صد میدان، شاگردان و پیروان پیر هرات از او می‌خواهند که شرح بیشتری بر مقامات و مراحل قید شده در صد میدان بپردازد که او با تألیف کتاب منازل‌السائرین به این خواهش آن‌ها جامهٔ عمل می‌پوشاند. با توجه به این که خواجه عبدالله انصاری ۲۷ سال بعد کتاب منازل‌السائرین را تألیف کرده و میان این کتاب و صد میدان مشترکاتی و تفاوت‌هایی در شرح و توالی میدان و طبقات عرفانی وجود دارد، برخی چنین استنتاج می‌کنند که او از تجربهٔ چند دهه سلوک عملی و مطالعه در عرفان نظری خود برای ارتقا و بهبود نظراتش بهره برده است.

## میدان‌ها
در ابتدای کتاب خواجه عبدالله پس از مختصر گفتاری به بیان صد میدان می‌پردازد: «از آشنایی تا دوست داری هزار مقامست، و از آگاهی تا بگستاخی هزار منزلست، و این جمله بر صد میان نهاده آمد، والله المستعان». 
| ۱: مقام توبه | ۲۶: تبتل    | ۵۱: سکینه   | ۷۶: کرامت   |
| ۲: مروت      | ۲۷: عزم     | ۵۲: طمأنینت | ۷۷: حقیقت   |
| ۳: انابت     | ۲۸: استقامت | ۵۳: مراقبت  | ۷۸: ولایت   |
| ۴: فتوت      | ۲۹: تفکر    | ۵۴: احسان   | ۷۹: تسلیم   |
| ۵: ارادت     | ۳۰: ذکر     | ۵۵: ادب     | ۸۰: استسلام |
| ۶: قصد       | ۳۱: فقر     | ۵۶: تمکن    | ۸۱: اعتصام  |
| ۷ :صبر       | ۳۲: تواضع   | ۵۷: حرمت    | ۸۲: انفراد  |
| ۸: جهاد      | ۳۳: خوف     | ۵۸: غیرت    | ۸۳: سر      |
| ۹: ریاضت     | ۳۴: وجل     | ۵۹: جمع     | ۸۴: غنا     |
| ۱۰: تهذیب    | ۳۵: رهبت    | ۶۰: انقطاع  | ۸۵: بسط     |
| ۱۱: محاسبت   | ۳۶: اشفاق   | ۶۱: صدق     | ۸۶: انبساط  |
| ۱۲: یقظت     | ۳۷: خشوع    | ۶۲: صفا     | ۸۷: سماع    |
| ۱۳: زهد      | ۳۸: تذلل    | ۶۳: حیا     | ۸۸: اطلاع   |
| ۱۴: تجرید    | ۳۹: اخبات   | ۶۴: ثقت     | ۸۹: وجد     |
| ۱۵: ورع      | ۴۰: الباد   | ۶۵: ایثار   | ۹۰: لحظه    |
| ۱۶: تقوا     | ۴۱: هیبت    | ۶۶: تفویض   | ۹۱: وقت     |
| ۱۷: معاملت‌   | ۴۲: فرار    | ۶۷: فتوح    | ۹۲: نفس     |
| ۱۸: مبالات   | ۴۳: رجا     | ۶۸: غربت    | ۹۳: مکاشفه  |
| ۱۹: یقین     | ۴۴: طلب     | ۶۹: توحید   | ۹۴: سرور    |
| ۲۰: بصیرت    | ۴۵: رغبت    | ۷۰: تفرید   | ۹۵: انس     |
| ۲۱: توکل     | ۴۶: مواصلت  | ۷۱: علم     | ۹۶: دهشت    |
| ۲۲: لجأ      | ۴۷: مداومت  | ۷۲: بصیرت   | ۹۷: مشاهده  |
| ۲۳: رضا      | ۴۸: خطرت    | ۷۳: حیات    | ۹۸: معاینه  |
| ۲۴: موافقت   | ۴۹: همت     | ۷۴: حکمت    | ۹۹: فنا     |
| ۲۵: اخلاص    | ۵۰: رعایت   | ۷۵: معرفت   | ۱۰۰: بقا    |